# Sorges
Sorges est une ancienne commune française située dans le département de la Dordogne.
Au 1er janvier 2016, elle fusionne avec Ligueux et devient commune déléguée de la commune nouvelle de Sorges et Ligueux en Périgord, en région Nouvelle-Aquitaine.

## Géographie

### Généralités

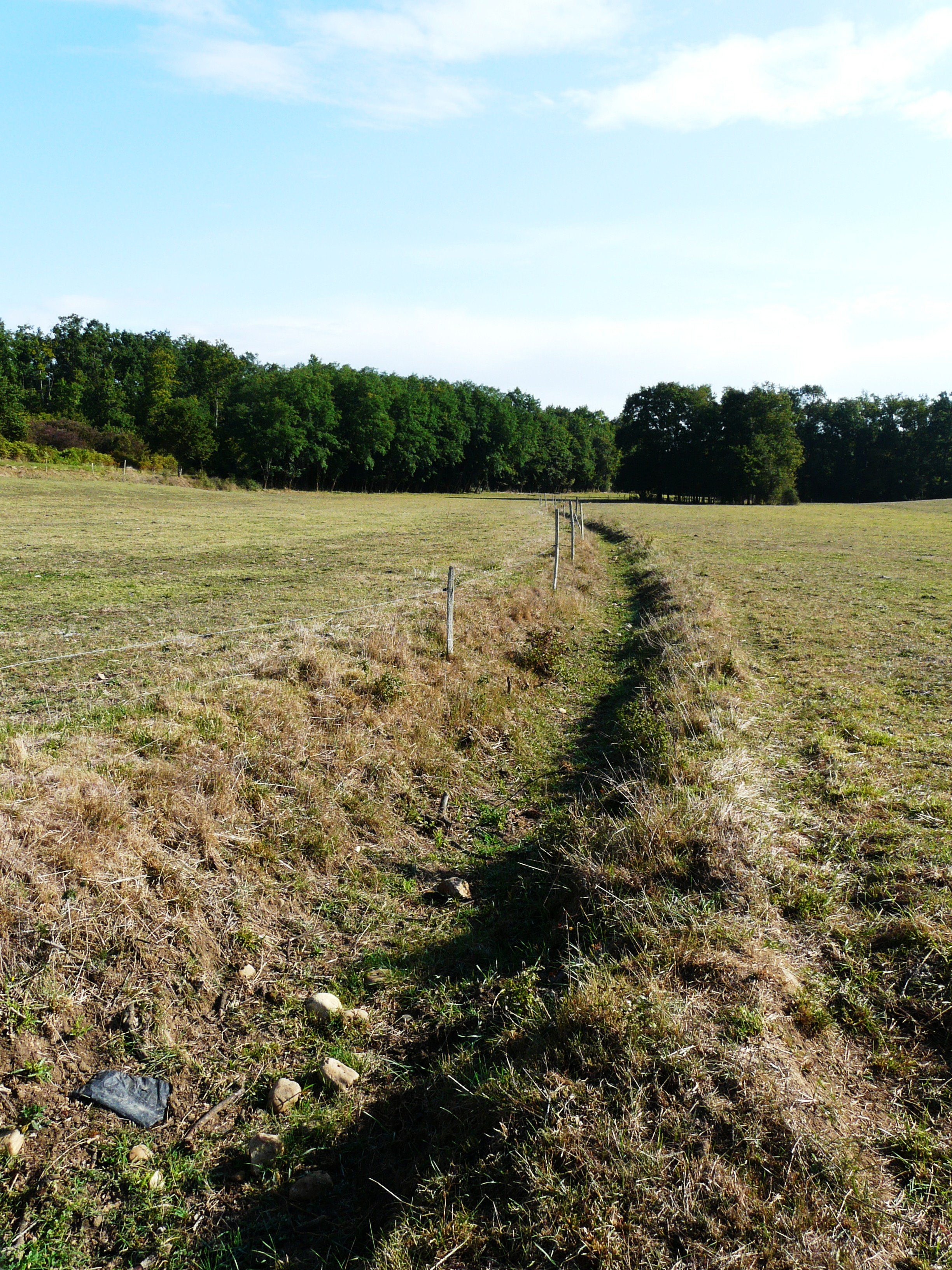
Le lit fossile de la Beauronne, à l'ouest des Rebières.

Incluse dans l'aire d'attraction de Périgueux, la commune déléguée de Sorges fait partie de la commune nouvelle de Sorges et Ligueux en Périgord. Son altitude minimale, 120 mètres, se trouve au sud-est en limite de la commune de Sarliac-sur-l'Isle. L'altitude maximale, 216 mètres, se situe au nord-ouest, en limite de Ligueux, au nord du lieu-dit La Kabylie.
À l'extrême nord-ouest, un mince fossé asséché qui traverse les champs à courte distance de la ligne de chemin de fer Limoges - Périgueux rappelle qu'au XIXe siècle, avant la construction de cette voie ferrée, la Beauronne arrosait la commune.
Situé en distances orthodromiques 19 kilomètres au nord-est de Périgueux et 12 kilomètres au sud-sud-ouest de Thiviers, le bourg de Sorges est implanté au croisement de la route nationale 21 et des routes départementales 68, 74 et 106, et à proximité de la route départementale 8.

### Communes limitrophes

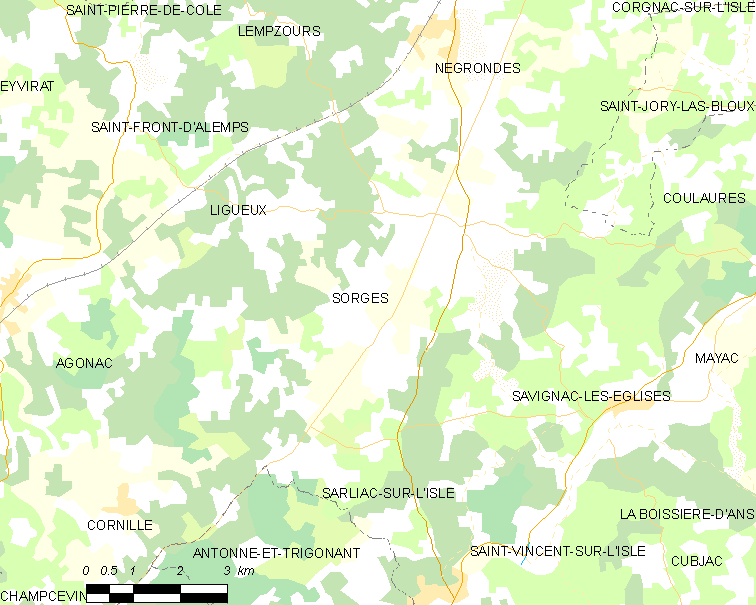
Carte de Sorges et des communes avoisinantes en 2015 avant la création de la commune nouvelle de Sorges et Ligueux en Périgord.

En 2015, année précédant la création de la commune nouvelle de Sorges et Ligueux en Périgord, Sorges était limitrophe de neuf autres communes.
| Saint-Front-d'Alemps, Ligueux | Négrondes                                | Saint-Jory-las-Bloux |
| Agonac                        | Sorges                                   |                      |
| Cornille                      | Sarliac-sur-l'Isle, Antonne-et-Trigonant | Savignac-les-Églises |

## Urbanisme

### Nouveau bourg
Le bourg de Sorges, traversé par la route nationale 21 où circulent quotidiennement 5 000 véhicules, se présentait comme un village-rue. En octobre 2022 est inauguré le nouveau bourg de Sorges, qui a nécessité quatre ans de travaux et coûté 6,5 millions d'euros ; il comporte des commerces, une halle fermée pour le marché aux truffes, une halle ouverte, des logements sociaux et une zone d'activité commerciale, ainsi qu'un bâtiment dans lequel sont installées l'agence postale, la bibliothèque et la maison France Services. De plus, la communauté d'agglomération du Grand Périgueux a créé à côté une zone d'activité artisanale : le parc d'activité du Diamant noir.

### Prévention des risques
Un plan de prévention du risque inondation (PPRI) a été approuvé en 2012 pour la Beauronne et ses rives, concernant une zone longue de 400 mètres en limite communale nord-ouest, au sud de la ligne de Limoges-Bénédictins à Périgueux,

### Villages, hameaux et lieux-dits
Outre le bourg de Sorges proprement dit, le territoire se compose d'autres villages ou hameaux, ainsi que de lieux-dits :
- Andrévias
- la Balzaque
- Banou
- la Basse Pancarde
- la Bellanchie
- Bizol
- les Boiges
- le Bouquet
- Bournaud
- les Brugères
- la Buche
- Bujadelle
- au Caillou
- les Chabannes
- Chataignarias
- Château de Jaillac
- le Chatonet
- la Chevalerie
- la Chiroulette
- le Clapier
- le Clauzelou
- les Clèdes
- le Cluzeau
- la Croze
- les Dugassoux
- Enchose
- les Faures
- la Fayolle
- la Feyfantie
- Fonniovas
- Fontaine du Vivier
- Grangeaeias
- la Greulie
- les Jalaplans
- la Jarrige
- les Jarthes
- la Kabylie
- Lac Corgnac
- le Lac Perrier
- le Lac des Places
- Lascaux de Rouchou
- Laudinie
- Lescure
- la Leygue
- la Ligorie
- les Magistres
- la Maillonnerie
- Maison Neuve
- Maison Seule
- Mallegrolle
- les Michaux
- le Millaret
- Monchâteau
- Moulin du Clapier
- les Palanques
- les Palissoux
- la Palue
- la Pancouchie
- le Parnet
- les Pauty
- le Pavillon
- Pied de Lièvre
- la Pelletenie
- le Penot
- le Petit Merlhiot
- le Pey
- la Peyrasse
- le Poteau
- les Potences
- Poux
- Pouzalimont
- le Préty
- Puycousin
- Pyrat
- les Quatre Routes
- le Rat
- Rebeyrie
- les Rebières
- la Reille
- Roc d'Habran
- Rochefort
- Salex
- Toupy
- Tout-de-Bœuf
- la Vacherie
- la Vaysseix
- Veynas
- la Veyssière
- Vige
- les Vignasses.

## Toponymie
En occitan, la commune porte le nom de Sòrges.
Sur la planète Mars, en février 2021, l'une des cibles d'analyses poussées effectuées sur un affleurement rocheux par l'astromobile Curiosity de la NASA, est baptisée d'après la commune.

## Histoire

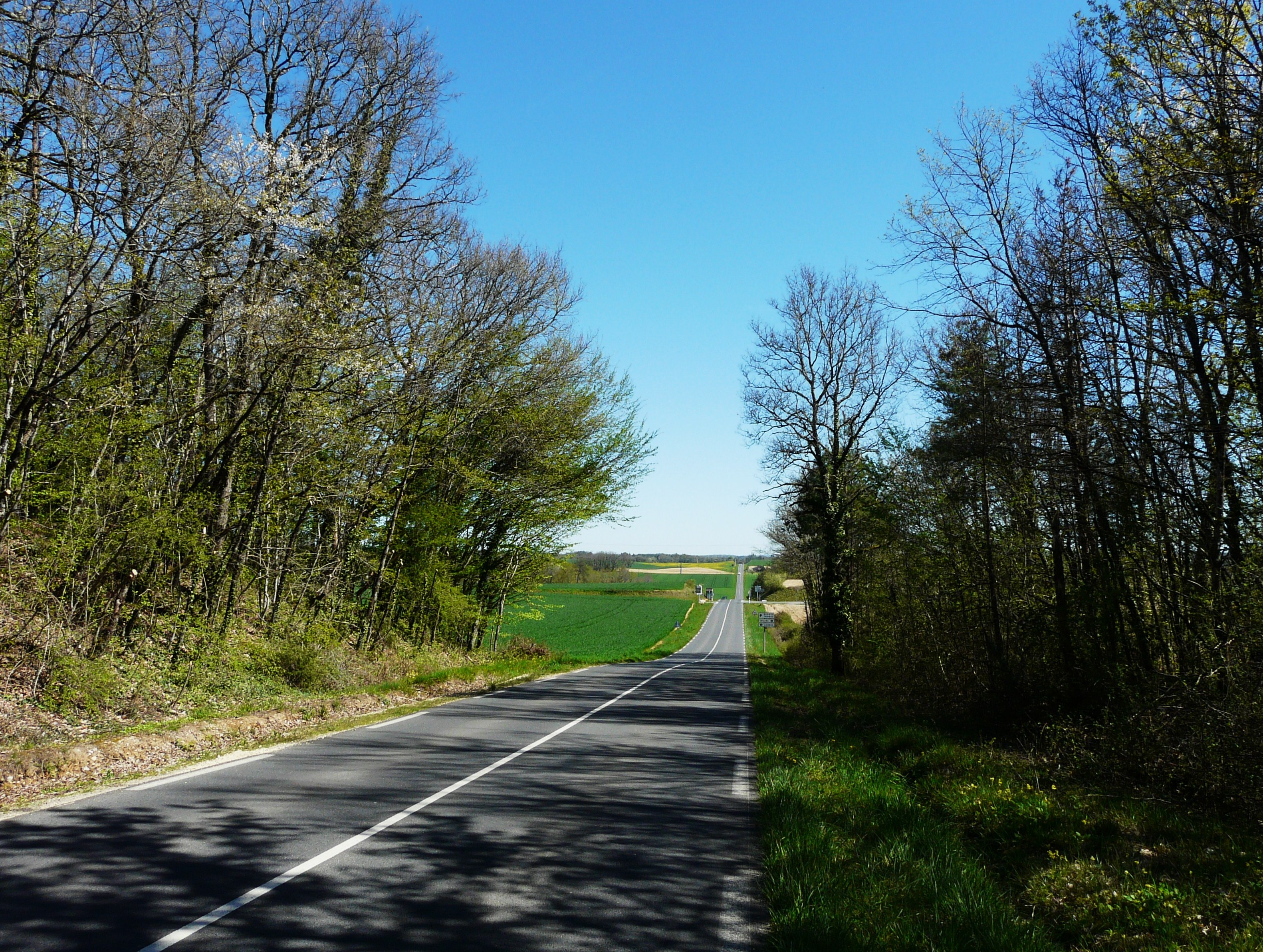
Entre les Potences et les Chabannes, la route départementale 8, rectiligne, suit le tracé d'une ancienne voie romaine.

Au 1er janvier 2016, Sorges fusionne avec Ligueux pour former la commune nouvelle de Sorges et Ligueux en Périgord dont la création a été entérinée par l'arrêté du 14 décembre 2015, entraînant la transformation des deux anciennes communes en communes déléguées.

## Politique et administration

### Intercommunalité
Le 27 décembre 2001, la commune adhère à la communauté de communes des Villages truffiers des portes de Périgueux. Cette intercommunalité étant dissoute au 31 décembre 2011, Sorges rejoint la communauté de communes du Pays thibérien le 1er janvier 2012. Au 1er janvier 2017, la commune nouvelle de Sorges et Ligueux en Périgord la quitte pour rejoindre la communauté d'agglomération Le Grand Périgueux.

### Administration municipale
La population de la commune étant comprise entre 500 et 1 499 habitants au recensement de 2011, quinze conseillers municipaux ont été élus en 2014,. Ceux-ci sont membres d'office du  conseil municipal de la commune nouvelle de Sorges et Ligueux en Périgord, jusqu'au renouvellement des conseils municipaux français de 2020.

### Liste des maires puis des maires délégués
| Période                                  | Période       | Identité              | Étiquette | Qualité                                                                                            |
| ---------------------------------------- | ------------- | --------------------- | --------- | -------------------------------------------------------------------------------------------------- |
| Les données manquantes sont à compléter. |               |                       |           | |
|                                          |               |                       |           | |
|                                          |               | Jean de Malet         |           | |
|                                          |               |                       |           | |
| (mai 1867 ou avant)                      | novembre 1870 | Brizon                |           | |
| novembre 1870                            | mai 1871      | Léonard Daniel        |           | |
| mai 1871                                 | février 1875  | Auguste Brizon        |           | |
| février 1875                             | janvier 1878  | Justin Meilhodon      |           | |
| janvier 1878                             | mai 1884      | Jean Buisson          |           | |
| mai 1884                                 | août 1900     | Justin Meilhodon      |           | Conseiller général du canton de Savignac-les-Églises (1878-1892) Député de la Dordogne (1889-1890) |
| septembre 1900                           | décembre 1919 | Robert de Malet       |           | |
| décembre 1919                            | janvier 1945  | Léopold Chapeyrou     |           | |
| janvier 1945                             | novembre 1947 | André Brandy          |           | |
| novembre 1947                            | mars 1965     | Léopold Chapeyrou     |           | |
| mars 1965                                | août 1978     | Michel de Juglart     |           | Professeur de droit                                                                                |
| août 1978                                | mars 2001     | Jean-Charles Savignac |           | |
| mars 2001 (réélu en mars 2014)           | décembre 2015 | Jean-Jacques Ratier   | UMP-LR    | Directeur d'enseignement et de formation à la CCI                                                  |

| Période      | Période  | Identité            | Étiquette | Qualité                                           |
| ------------ | -------- | ------------------- | --------- | ------------------------------------------------- |
| janvier 2016 | mai 2020 | Jean-Jacques Ratier | LR        | Directeur d'enseignement et de formation à la CCI |
| mai 2020     | En cours | Jean-Émile Moreau   |           |                                                   |

## Population et société

### Démographie
Les habitants de Sorges se nomment les Sorgeais.
L'évolution du nombre d'habitants est connue à travers les recensements de la population effectués à Sorges depuis 1793. À partir du XXIe siècle, les recensements des communes de moins de 10 000 habitants ont lieu tous les cinq ans (2004, 2009, 2014 pour Sorges). Depuis 2006, les autres dates correspondent à des estimations légales. En 2015, dernière année en tant que commune indépendante, Sorges comptait 1 268 habitants.
Au 1er janvier 2022, la commune déléguée de Sorges compte 1 335 habitants.
| 1793  | 1800  | 1806  | 1821  | 1831  | 1836  | 1841  | 1846  | 1851  |
| ----- | ----- | ----- | ----- | ----- | ----- | ----- | ----- | ----- |
| 1 473 | 1 328 | 1 367 | 1 684 | 1 764 | 1 873 | 1 756 | 1 864 | 1 844 |

| 1856  | 1861  | 1866  | 1872  | 1876  | 1881  | 1886  | 1891  | 1896  |
| ----- | ----- | ----- | ----- | ----- | ----- | ----- | ----- | ----- |
| 1 930 | 1 873 | 1 895 | 1 803 | 1 890 | 1 790 | 1 773 | 1 715 | 1 679 |

| 1901  | 1906  | 1911  | 1921  | 1926  | 1931  | 1936  | 1946  | 1954  |
| ----- | ----- | ----- | ----- | ----- | ----- | ----- | ----- | ----- |
| 1 688 | 1 663 | 1 664 | 1 377 | 1 365 | 1 316 | 1 269 | 1 104 | 1 158 |

| 1962 | 1968 | 1975 | 1982 | 1990  | 1999  | 2004  | 2009  | 2014  |
| ---- | ---- | ---- | ---- | ----- | ----- | ----- | ----- | ----- |
| 980  | 892  | 876  | 911  | 1 074 | 1 123 | 1 157 | 1 314 | 1 305 |

| 2015  | - | - | - | - | - | - | - | - |
| ----- | - | - | - | - | - | - | - | - |
| 1 268 | - | - | - | - | - | - | - | - |

### Manifestations culturelles et festivités
- Fête de la truffe en janvier (34e édition en 2024[22]).
- Exposition canine nationale début septembre (107e édition en 2023)[23].
- Pour la sixième fois, Sorges accueille en février 2025 le championnat de France de chiens truffiers dont c'est la 41e édition[24].

## Économie
Les données économiques de Sorges sont incluses dans celles de la commune nouvelle de Sorges et Ligueux en Périgord.

## Culture locale et patrimoine

### Lieux et monuments
- L'écomusée de la Truffe, installé dans une ferme restaurée du XVIIIe siècle, est composé du musée de la Truffe et du sentier de découverte des truffières[25].
- L'église Saint-Germain-d'Auxerre, romane du XIIe siècle, remaniée au XVIe siècle, est inscrite au titre des monuments historiques depuis 1967[26].
- Le château des Chabannes est une propriété privée dont il reste des ruines. Au début du XXe siècle, le propriétaire du château des Chabannes a fait démonter deux tours dont une a été remontée contre le logis principal du château de Montfort[27].
- Le château de la Vigerie est implanté sur Sorges, avec une partie du domaine sur Sarliac-sur-l'Isle[28], propriété privée.
- le manoir de Jaillac, XVe et XVIe siècles, inscrit depuis 1962[29], propriété privée.
- Le manoir des Pautis, XVe et XVIIIe siècles, propriété privée[30].
- Le repaire du Parnet du XVIIIe siècle et sa chapelle du XVIIe siècle, propriété privée[31].
- Le château de Sorges, ou château du Bouquet, est un château du XVIIIe siècle bâti à Sorges[32]. Les jardins du Bouquet, ouverts au public depuis 2018, présentent des motifs géométriques composés par l'agencement de 80 000 buis sur onze hectares[33].

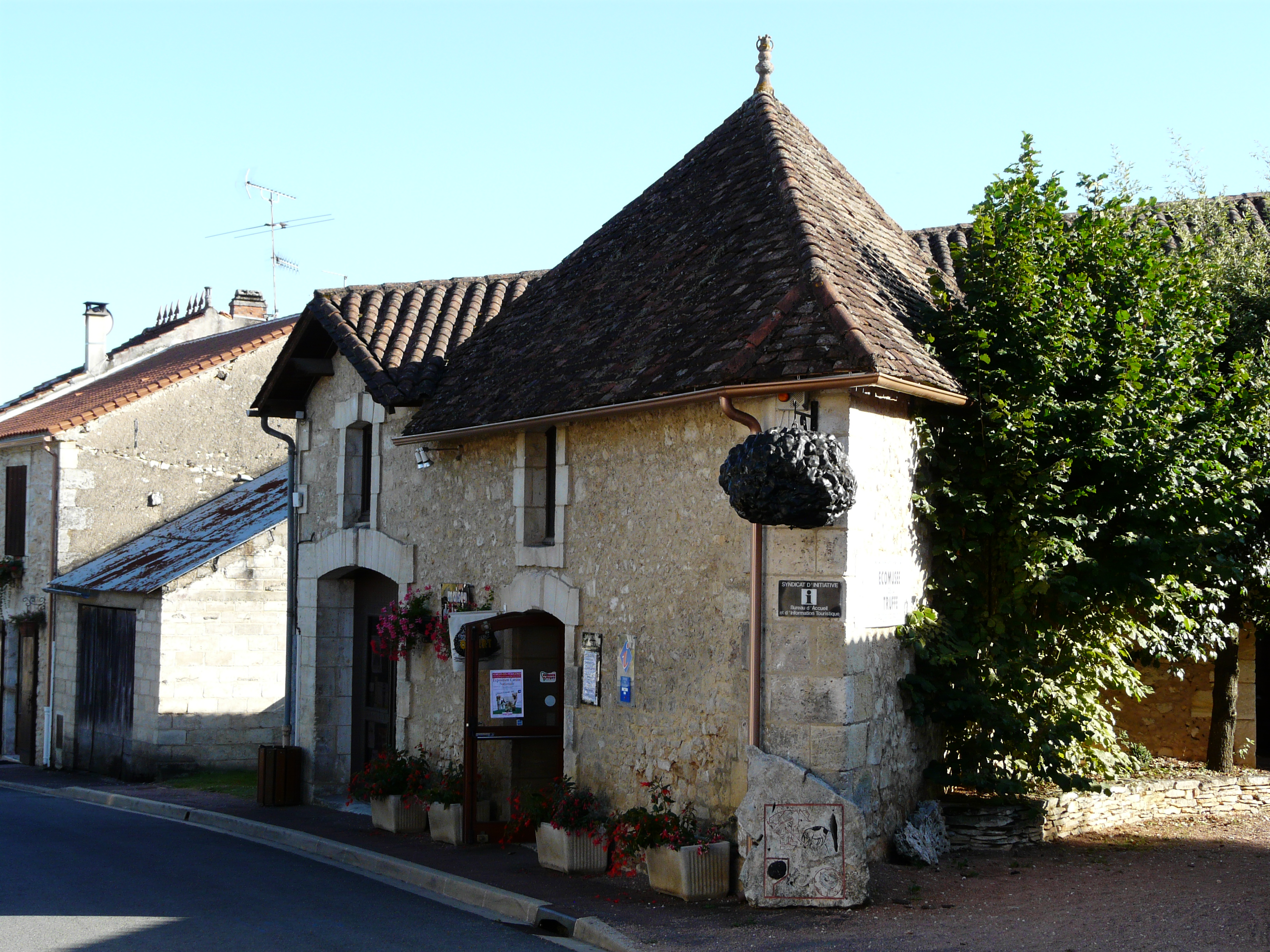
L'ancien musée de la Truffe.
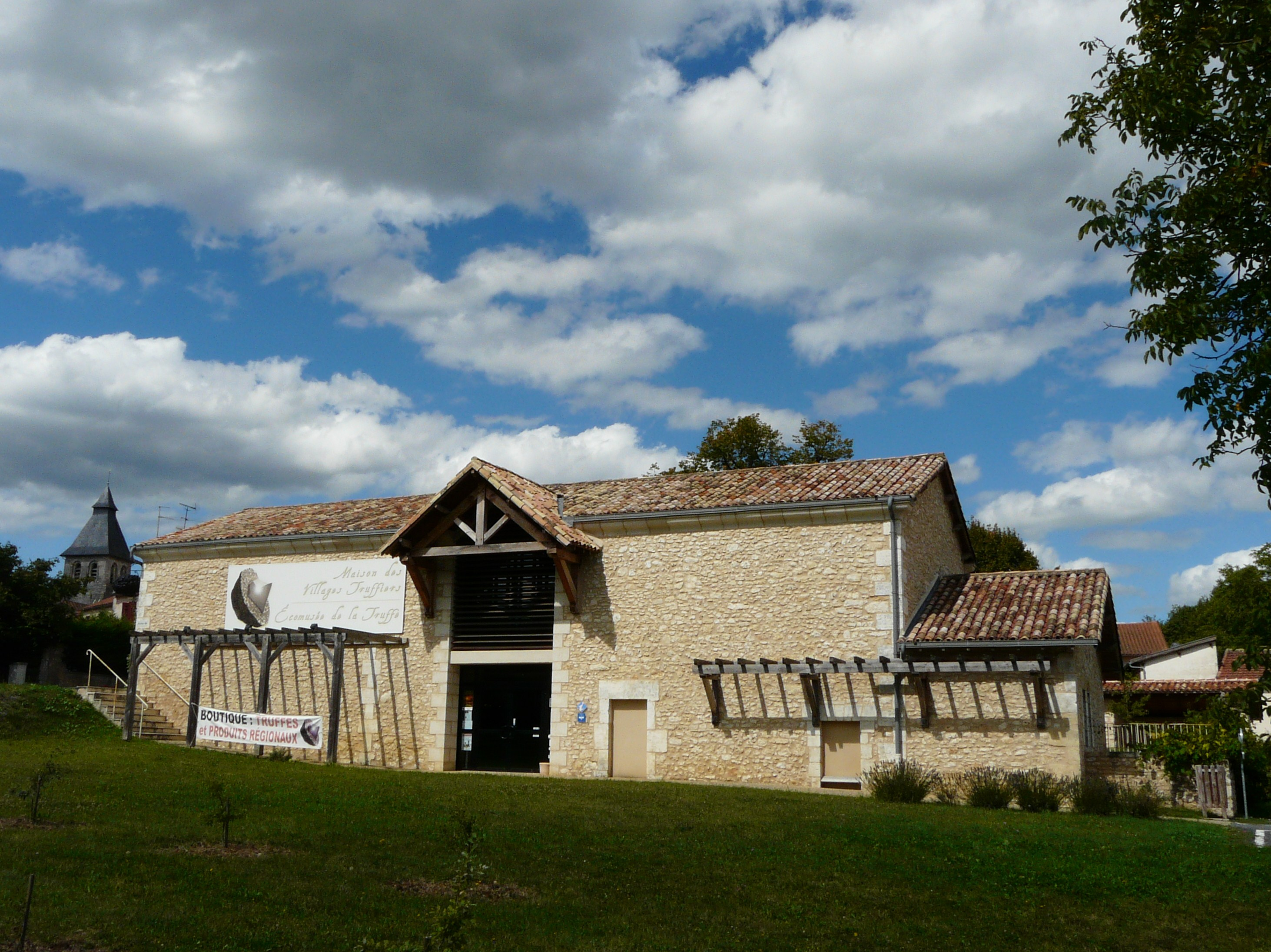
Le nouveau bâtiment de l'écomusée de la Truffe.
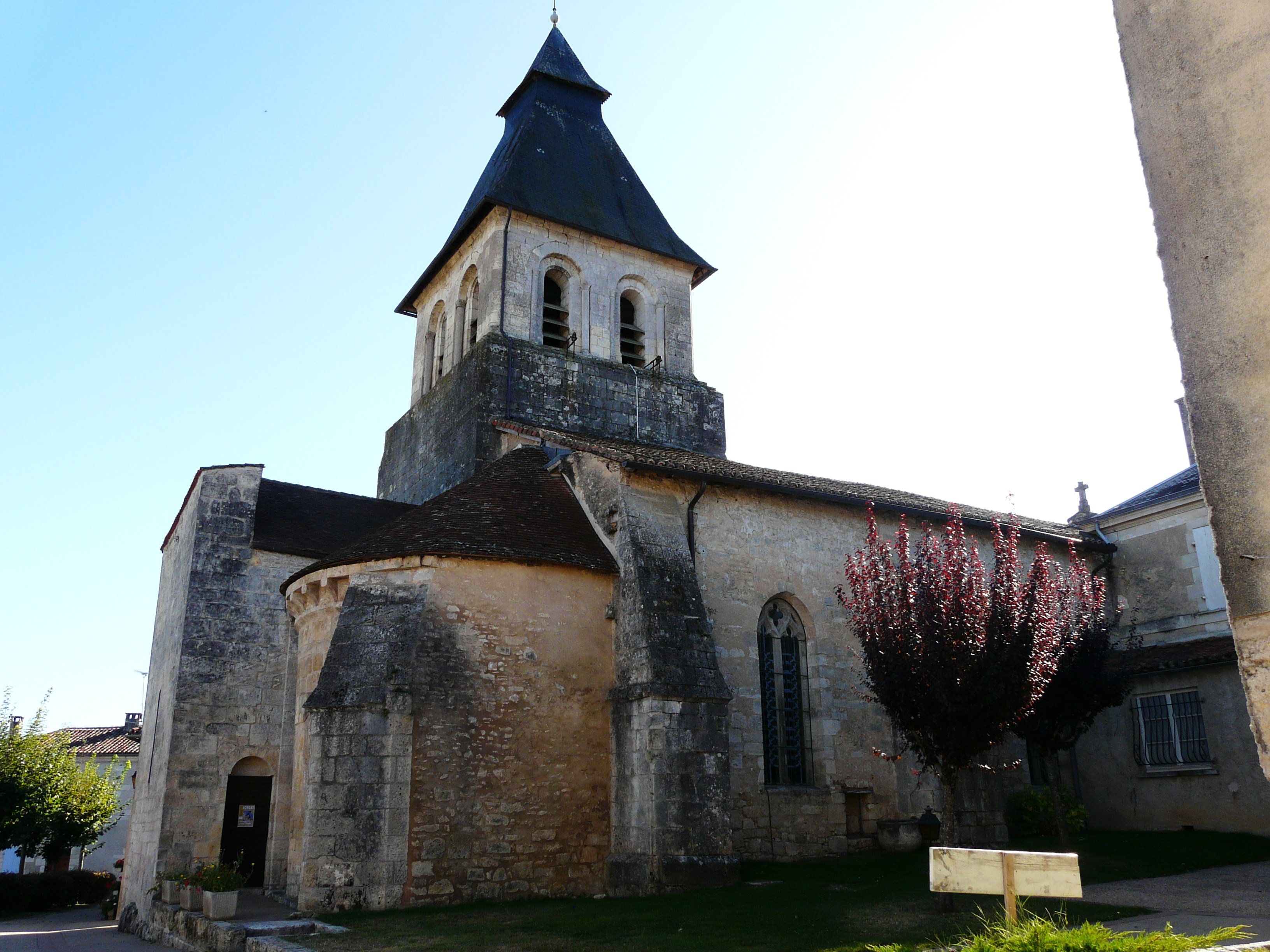
L'église Saint-Germain-d'Auxerre.
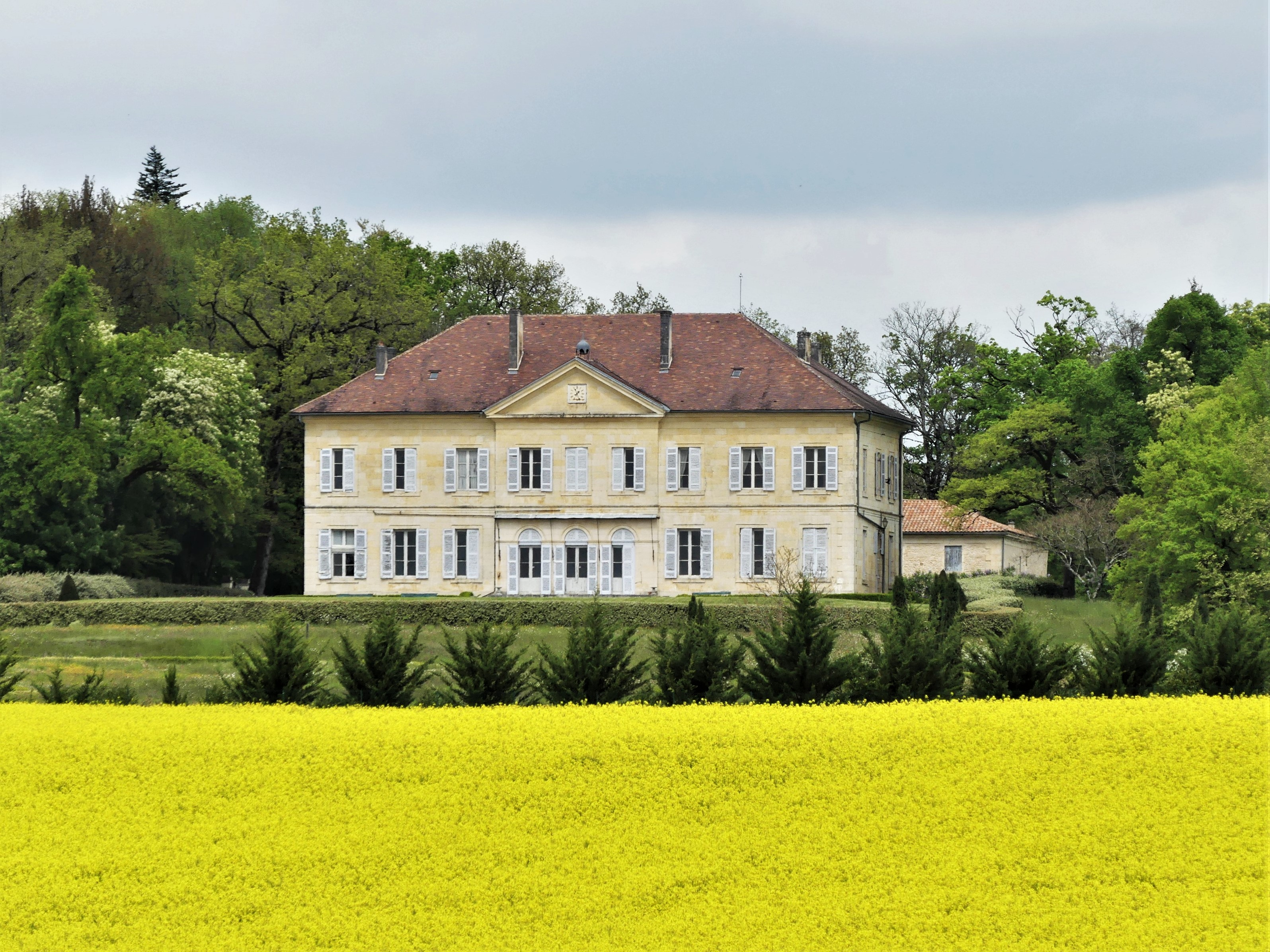
Champ de colza devant le château de Sorges.
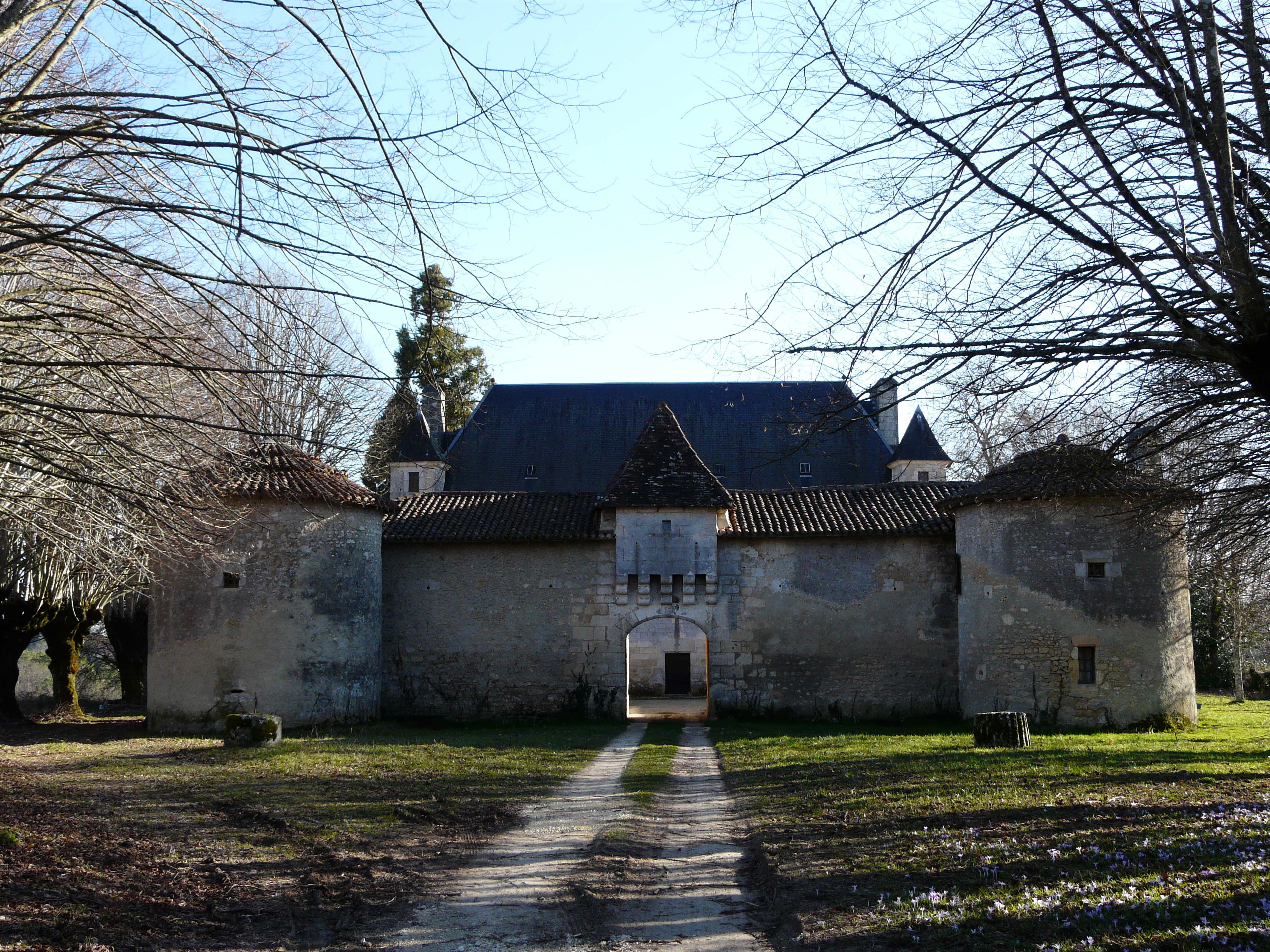
Le manoir de Jaillac.

### Personnalités liées à la commune

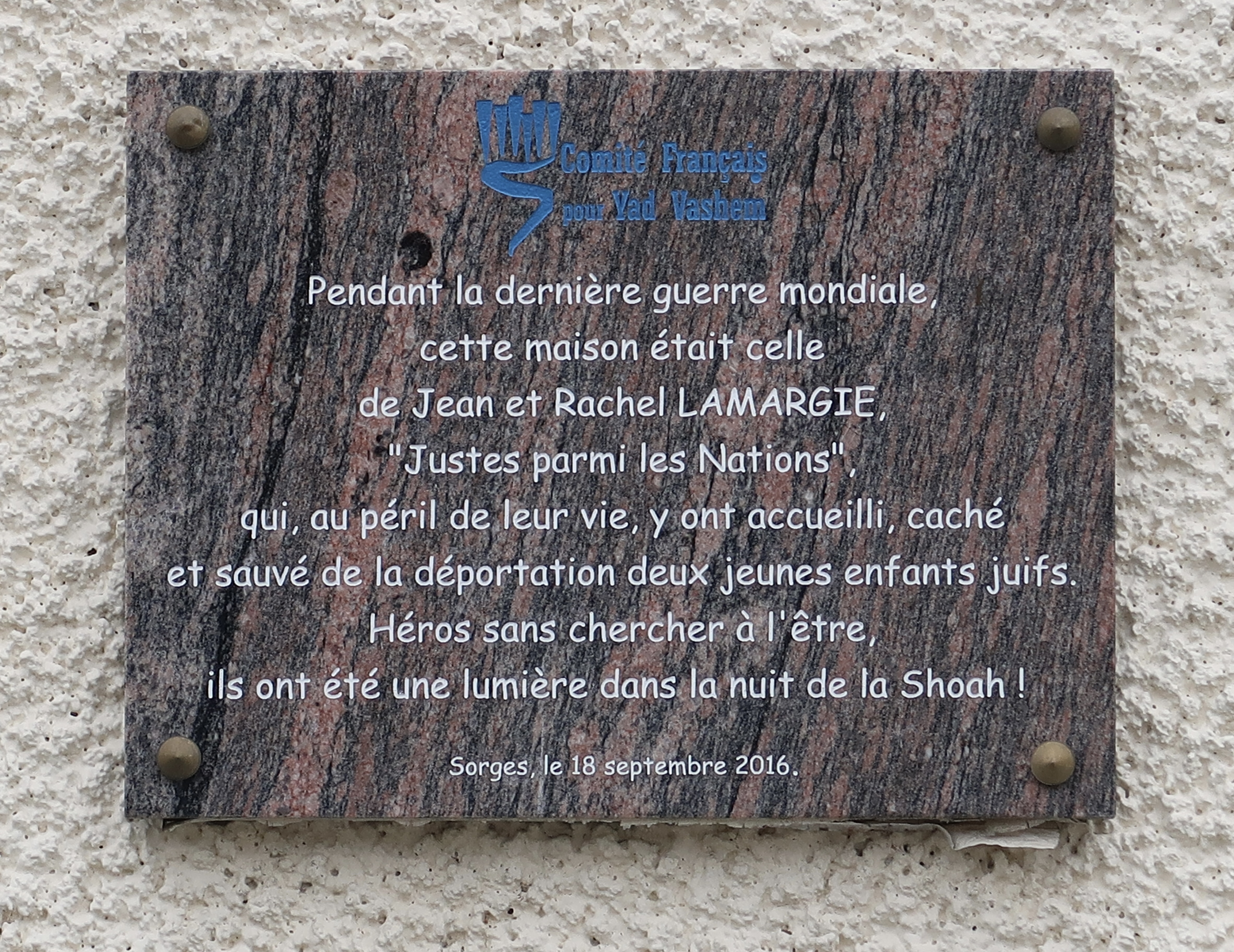
Plaque en l'honneur du couple Lamargie.

- Jean-Louis Daniel (1861-1929), né à Sorges, peintre, membre du « Bournat » à sa fondation et rédacteur d'une grammaire et d'un dictionnaire périgourdins.
- Ludovic Gaillard (1838-1910), ingénieur, est né à Sorges.
- Jean et Rachel Lamargie. Pendant la Seconde Guerre mondiale, ce couple a caché deux jeunes Juifs, les faisant passer pour leurs enfants. Ils ont été reconnus à titre posthume Justes parmi les nations. En 2016, une plaque commémorative est inaugurée sur la façade de leur domicile[34].
- Colette Langlade (1956-), femme politique, est née à Sorges.
- Jean de Malet (1753-1849), magistrat et homme politique, maire de Sorges, député de la Dordogne.
- Antoine Justin Meilhodon (1827-1900) est un homme politique, maire de Sorges de 1875 à 1878 puis de 1884 à 1900, mort à Sorges.

## Galerie de photos

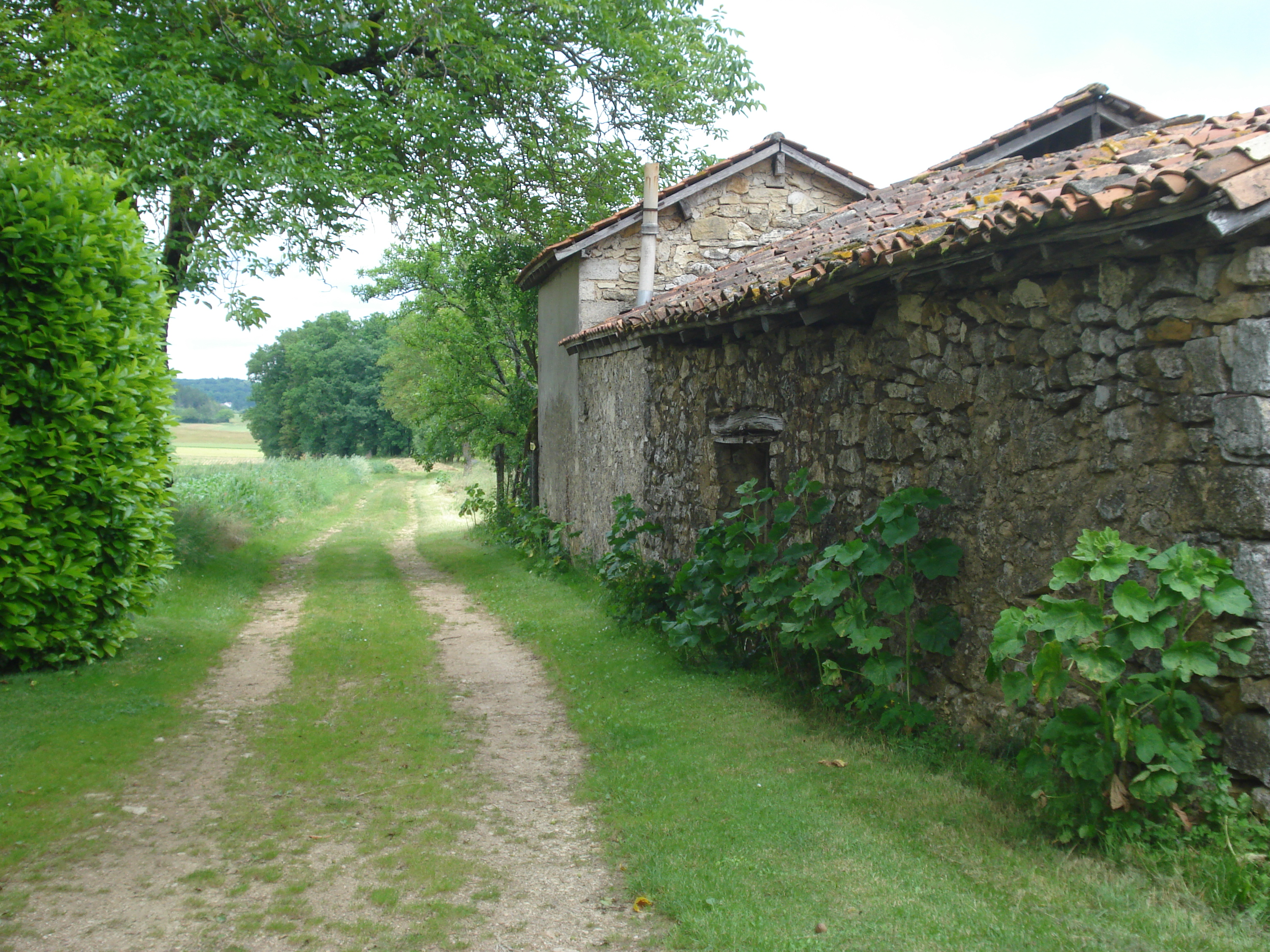
Paysage aux environs de Sorges.
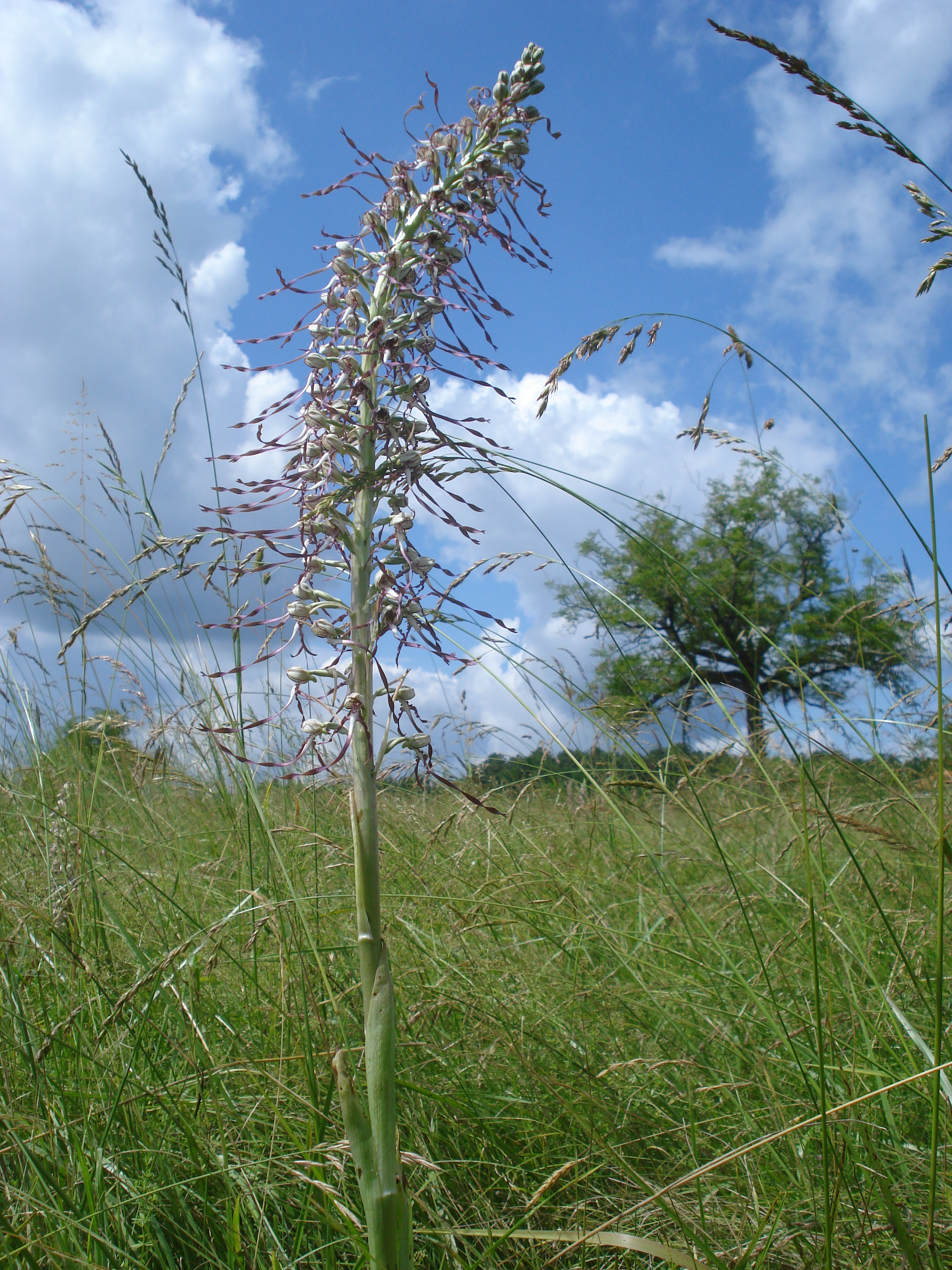
Orchis bouc.
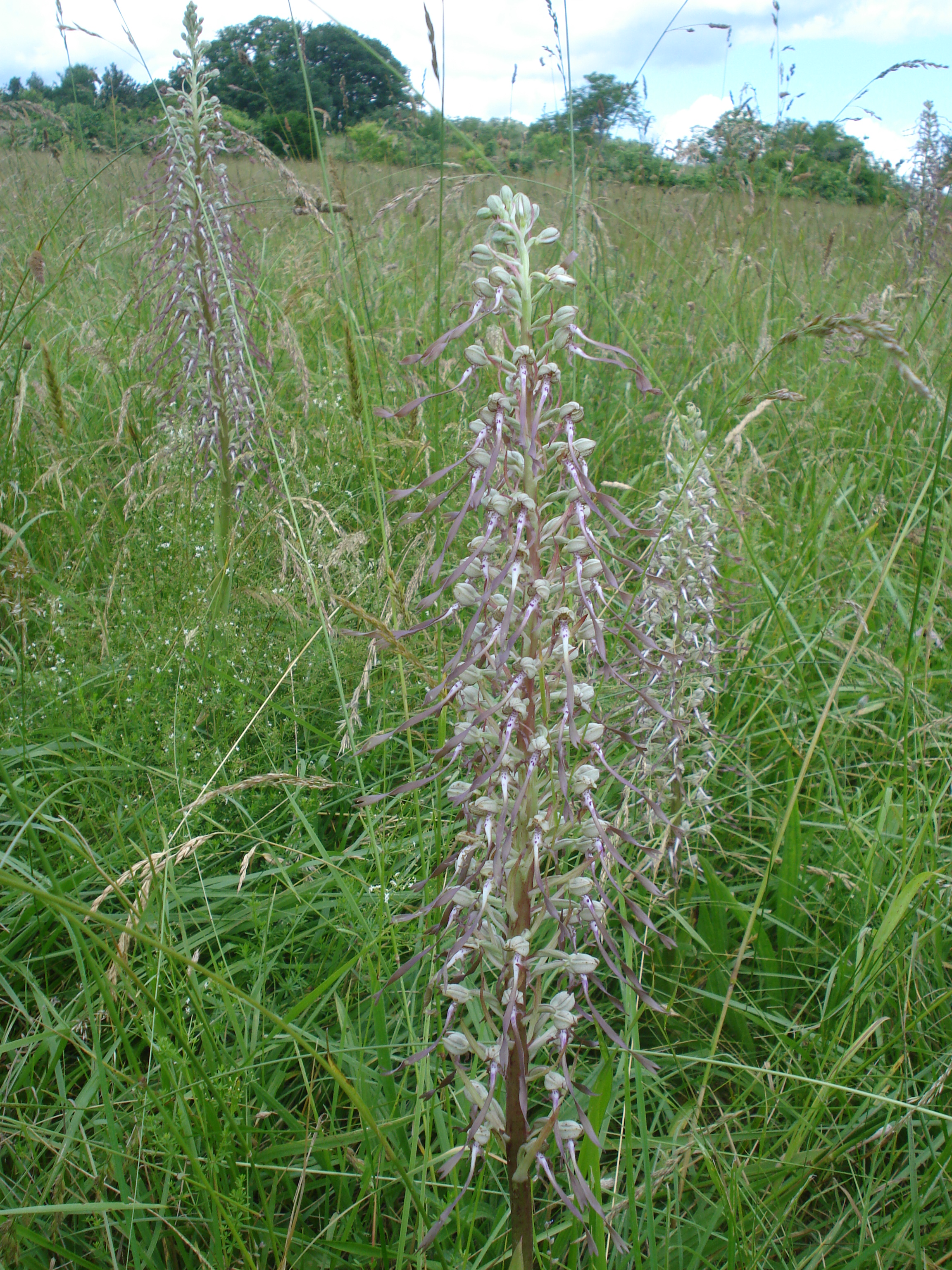
Groupe d'orchis bouc.
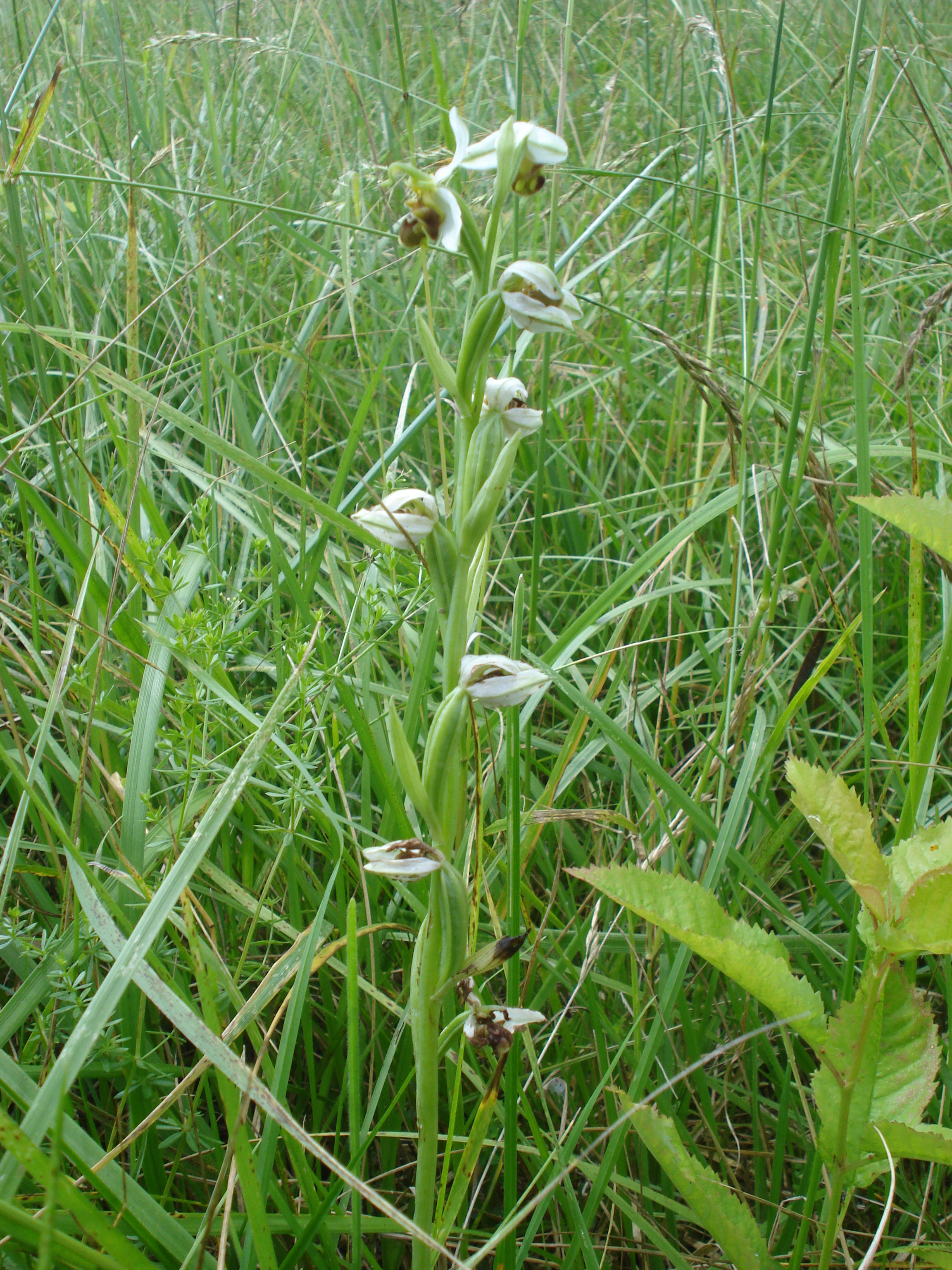
Un autre orchis.
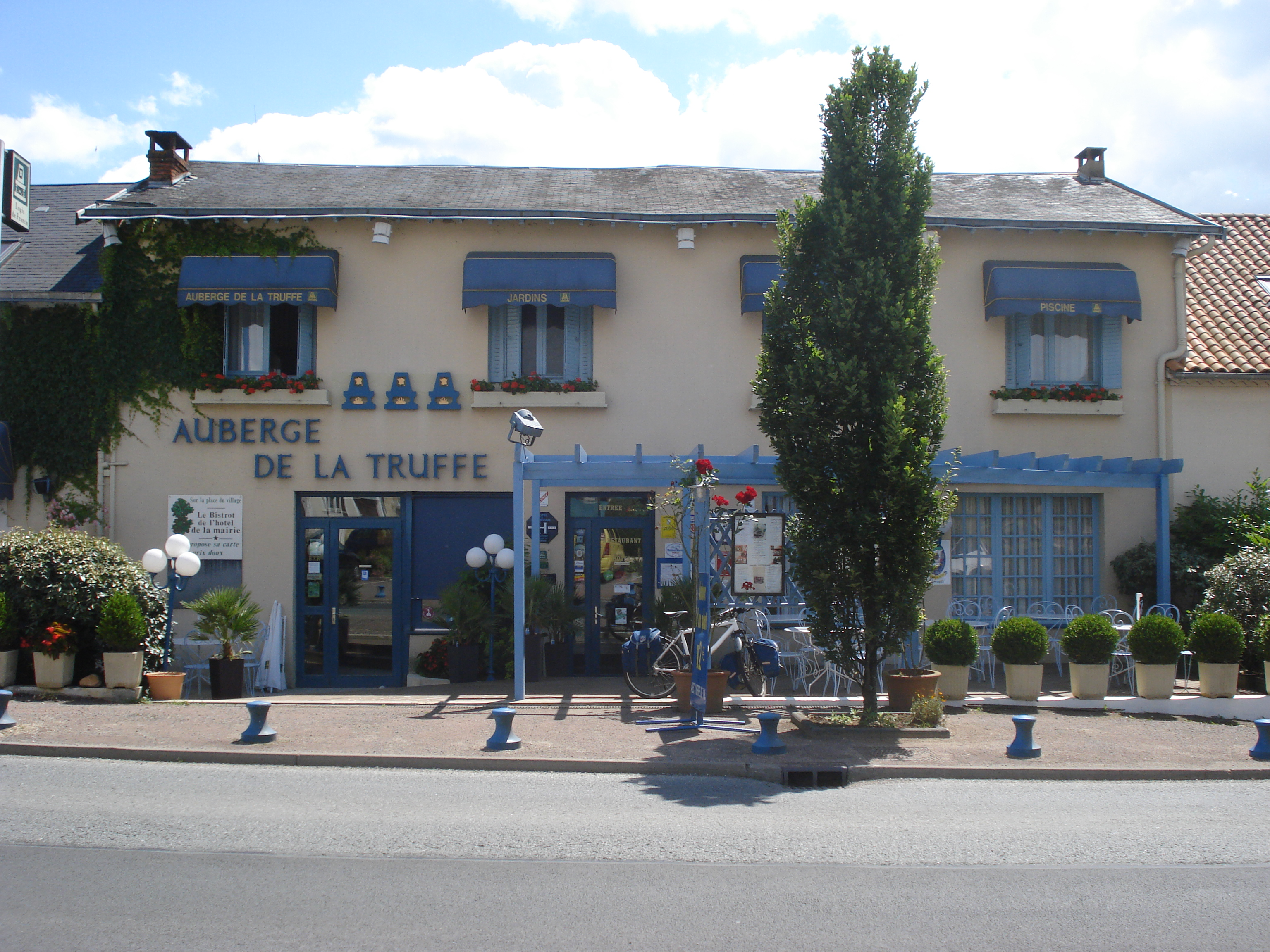
Auberge de la truffe à Sorges, pays de la truffe.